# Antonius de Civitate Austrie
Antonio da Cividale (també Antonius de Civitate Austrie) (fl. 1392–1421) va ser un compositor italià de principis del Quattrocento, al final de l'era medieval musical i principis del Renaixement. És un dels pocs compositors italians de principis del segle XV les obres del qual han sobreviscut; són de transició entre els estils del Trecento i principis del Renaixement.

## Biografia
Si bé es coneixen alguns detalls de la seva vida, tant el principi com el final són obscurs. Hi ha hagut confusió sobre la datació d'algunes de les seves composicions, algunes de les quals s'han resolt recentment, i la major part de la seva activitat sembla haver estat en les dues primeres dècades del segle XV. Era un frare de l'orde dominicà; pel seu nom, es pot deduir que era de la ciutat de Cividale del Friuli. El 1392, un "Antonius de Civitato" va entrar al monestir de San Domenico de Venècia, però era de Città di Castello en lloc de Cividale del Friuli. Tanmateix, Antonio da Cividale va compondre el motet Strenua/Gaudeat, que celebrava el matrimoni de Giorgio Ordelaffi, senyor de Forlì, amb Lucrezia Alidosi el 3 de juliol de 1412. Entre llavors i el 1414, Antonio es va traslladar a Florència, on va escriure un motet, O felix flos Florencia/Gaude felix Dominice, en honor de la ciutat de Florència i de Leonardo Dati, el nou Mestre General dels Dominicans, que va ser elegit el 29 de setembre d'aquell any (Schoop i Nosow). El 1420 probablement va anar a Roma juntament amb el Papa Martí V, que havia estat elegit recentment pel Concili de Constança; Clarus ortus/Gloriosa matera, un motet escrit en honor de Martí V el 1421, és probablement d'Antonio (Schoop i Nosow). No hi ha registres de la vida o l'activitat d'Antonio després del 1421.

## Música i influència
Antonius va compondre música vocal sacra i profana. De la música sacra, s'han conservat quatre moviments de missa i sis motets (alguns dels motets eren peces incidentals escrites per a ocasions específiques; aquestes són les que tenen dates conegudes). Els motets són per a tres o quatre veus, els moviments de missa per a dues o tres. Estilísticament, els seus versos són curts, trencats per silencis i depenen de la repetició, així com del tractament seqüencial de motius curts. També estava interessat en "trucs" compositius com ara frases que primer es canten cap endavant i després cap enrere, i a més va escriure parts que de vegades eren estrictament canòniques. L'isoritmia i altres trets de l'estil francès contemporani són prominents, però a diferència dels compositors francesos, Antonius sembla haver escrit ell mateix les parts de tenor dels seus motets, en lloc de manllevar-les del cant preexistent. Va ser un compositor força prolífic, i tot i que no se sap quanta part de la seva música s'ha perdut, els seus sis motets supervivents són un dels grups més grans de motets supervivents d'un sol compositor italià de l'època. La major part de la seva música sobreviu en fonts del nord d'Itàlia.
De la seva producció secular es conserven tres rondeaux, tres virelais i una balada. Tots excepte la balada són en francès; la balada, *Jo vegio per stasone*, és en italià, tot i que, amb l'excepció de l'incipit, el text s'ha perdut.
La música d'Antonius i els seus contemporanis va ser una influència formativa en Guillaume Dufay durant els seus anys a la península italiana.